# Cophixalus
Cophixalus är ett släkte av groddjur. Cophixalus ingår i familjen Microhylidae.

## Dottertaxa tillCophixalus, i alfabetisk ordning[1]
- Cophixalus aenigma
- Cophixalus aimbensis
- Cophixalus ateles
- Cophixalus balbus
- Cophixalus bewaniensis
- Cophixalus biroi
- Cophixalus bombiens
- Cophixalus cheesmanae
- Cophixalus concinnus
- Cophixalus crepitans
- Cophixalus cryptotympanum
- Cophixalus daymani
- Cophixalus exiguus
- Cophixalus hosmeri
- Cophixalus humicola
- Cophixalus infacetus
- Cophixalus kaindiensis
- Cophixalus mcdonaldi
- Cophixalus misimae
- Cophixalus montanus
- Cophixalus monticola
- Cophixalus neglectus
- Cophixalus nubicola
- Cophixalus ornatus
- Cophixalus parkeri
- Cophixalus peninsularis
- Cophixalus pipilans
- Cophixalus pulchellus
- Cophixalus riparius
- Cophixalus saxatilis
- Cophixalus shellyi
- Cophixalus sisyphus
- Cophixalus sphagnicola
- Cophixalus tagulensis
- Cophixalus tetzlaffi
- Cophixalus timidus
- Cophixalus tridactylus
- Cophixalus variabilis
- Cophixalus verecundus
- Cophixalus verrucosus
- Cophixalus zweifeli